# Propulsione

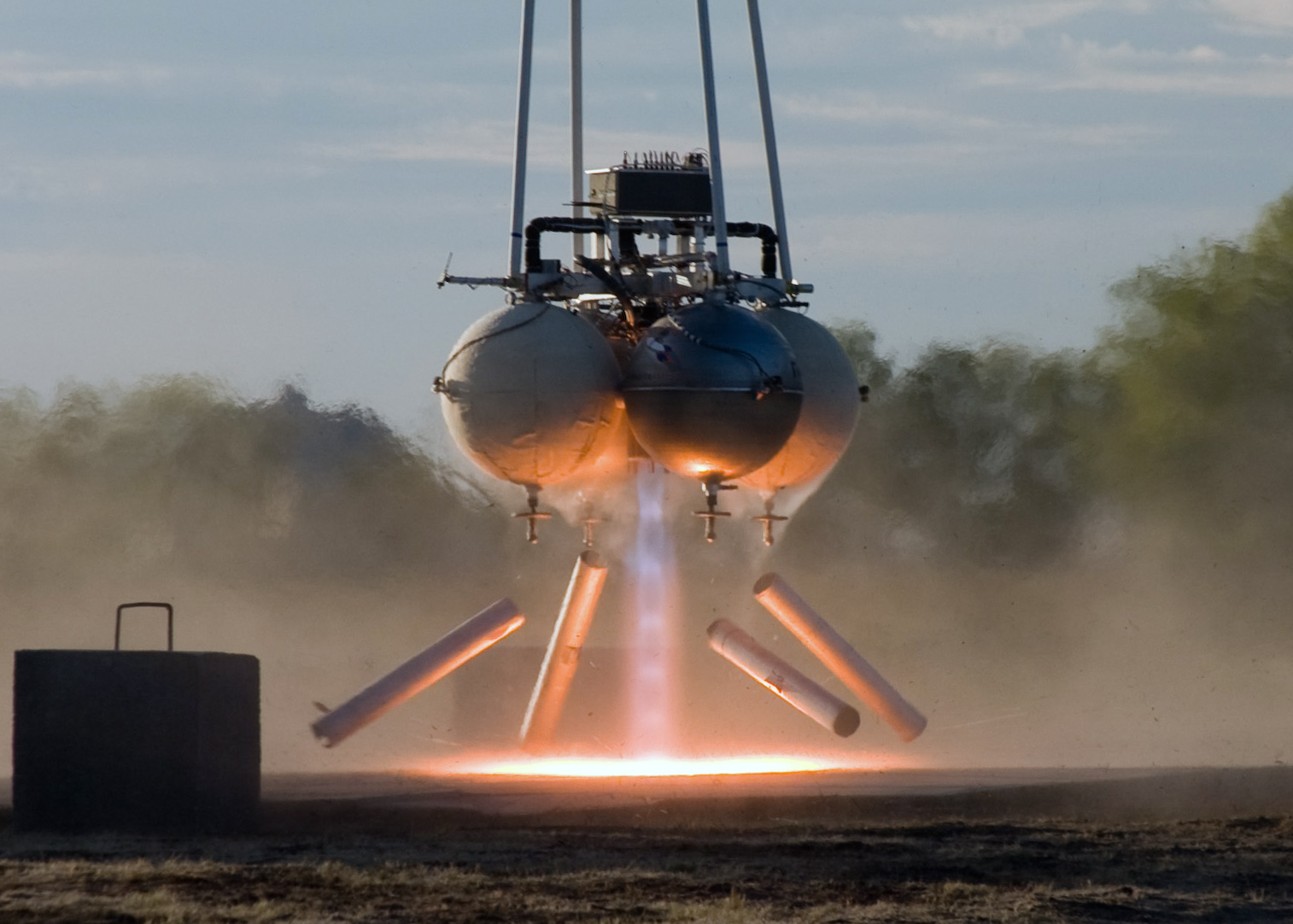

La propulsione è l'azione mediante la quale un corpo qualsiasi, e in particolare un veicolo, viene posto e mantenuto in movimento. La propulsione sfrutta il fenomeno fisico della reazione di inerzia del corpo stesso, che può essere indiretta, cioè dovuta alla variazione della quantità di moto del fluido in cui è immerso il corpo (come per la propulsione ad elica), o diretta, quando la reazione è originata dall'espulsione da parte del veicolo di un fluido (solitamente prodotto della combustione di un propellente come nel caso della propulsione a getto).

## Propulsione veicolare
La propulsione veicolare si riferisce alla spinta trasmessa ad un veicolo, sufficiente per provocarne e mantenerne il movimento. Può essere divisa in categorie in base al campo di impiego: terrestre, marina, aerea e spaziale.

### Propulsione terrestre
Inizialmente l'energia utilizzata per il movimento di mezzi e/o persone sulla terraferma è stata di tipo animale. Oggi, ai veicoli trainati da animali sono stati sostituiti i veicoli a motore che permettono di raggiungere maggiori velocità. L'utilizzo di energia muscolare propulsiva è stato reintrodotto in mezzi di locomozione a pedale, il più diffuso dei quali è la bicicletta.

### Propulsione marina
Con il termine propulsione marina ci si riferisce a quei sistemi propulsivi che permettono il moto di mezzi sull'acqua o attraverso di essa. Oggi, l'elemento chiave della propulsione marina è l'elica navale, che consente di trasformare l'energia fornita dal motore in una spinta idrodinamica. 
A seconda delle condizioni di lavoro si possono distinguere: elica sub-cavitante, elica super-cavitante o semisommersa, turbina a elica. 
Due le turbine ad elica note: 
- Turboprop, derivata da una turbina Kaplan, ma funzionante all'inverso. Ha rendimenti elevati e tali da imprimere al mezzo fino al 20% in più di velocità a parità di potenza installata.
- Idrogetto o waterjet.

Sono oggetto di studio una trasposizione del motore a turbina in ambiente marino, ed i motori magneto-idrodinamici, motori sprovvisti di parti in movimenti che utilizzano campi magnetici ed elettrici.
Prima che fossero disponibili le energie fornite dai moderni motori, la propulsione veniva sostenuta o da lavoro muscolare, canoe a remi, oppure da energia eolica, barche a vela. Oggi queste forme propulsive sono utilizzate per lo più in ambiente sportivo.

### Propulsione aerea
Con il termine propulsione aerea ci si riferisce a quei sistemi che consentono il moto di mezzi nell'aria. I tipi più comuni sono: i propulsori ad elica, mossi da motori a combustione interna o a turbina (nel secondo caso vengono detti turboeliche), i turbogetto, le turboventole e la propulsione a razzo. Meno diffusi sono gli statoreattori ed i pulsoreattori.

### Propulsione spaziale
Il sistema propulsivo tradizionalmente utilizzato per il trasporto nello spazio è costituito da un insieme di razzi chimici, che permettono la manovrabilità e l'accelerazione del veicolo. Nelle missioni interplanetarie l'effetto fionda è stato utilizzato come elemento propulsivo ausiliario.
Sin dagli anni sessanta sono stati proposti sistemi alternativi, i più promettenti dei quali si sono rivelati i motori elettro-magnetici tra i quali i propulsori ionici, testati con successo nel 1998 dalla sonda americana Deep Space 1, nel lungo viaggio che tra il 2003 ed il 2004 ha portato la sonda europea SMART-1 sulla Luna e dalla sonda giapponese Hayabusa, ed i propulsori al plasma.
Gli studi condotti in Giappone per la realizzazione di vele solari hanno condotto alla realizzazione di un primo prototipo: IKAROS. Si ritiene che anche le ricerche condotte in Europa, Stati Uniti e Russia condurranno prossimamente alla realizzazione di altri prototipi.
Motori nucleari sono stati utilizzati dalle sonde NASA dirette verso i pianeti esterni. In questi casi l'energia nucleare prodotta è stata trasformata in energia termica, a sua volta utilizzata per produrre energia elettrica utilizzabile dalle tecnologie di propulsione. Tecnicamente, quindi, la fonte di energia è nucleare, non il sistema propulsivo. Sistemi propulsivi nucleari sono oggetto di studio, ma la loro realizzazione è ancora lontana.
Tecniche più fantasiose sono state proposte nella fantascienza, la più famosa delle quali sono i motori ad antimateria dell'astronave Enterprise di Star Trek.

### Propulsione nucleare
Un ultimo tipo di propulsione è quella nucleare che sfrutta cioè l'energia ricavata da reazioni nucleari, tipicamente impiegata su navi e sottomarini.

## Propulsione muscolare
Alcuni veicoli come la bicicletta, il monociclo, il carro e la carriola utilizzano come forza propulsiva quella sprigionata dai muscoli umani e di animali per la trazione meccanica dello stesso. La stessa forza muscolare è ciò che consente agli esseri viventi di muoversi.